# Нью-Джалпайґурі
Нью-Джалпайґурі (англ. New Jalpaiguri) — місто, частина агломерації Сіліґурі в індійському штаті Західний Бенгал, розташоване за 16 км від центра Сіліґурі. Назва походить від назви міста Джалпайґурі на південний схід від нього, що у свою чергу перекладається з бенгальської мови як «олива». Місто частіше відоме серед його мешканців за актонімом NJP.
Нью-Джалпайґурі є місцем перехрещування головних залізниць, що сполучають Північно-Східну Індію з рештою території країни. На станції перетинаються всі три головні типи ширини колії в Індії — широка індійська ширина колії на головній лінії, що сполучає Ассам з центральною Індією; вузька ширина колії на Дарджилінзькій Гімалайській залізниці, об'єкті Світової спадщини, що сполучає Нью-Джалпайґурі з Дарджилінгом; і метрова ширина колії на дорозі, що йде до деяких частин Ассаму та до локальних поселень.
Через цю станцію проїжджає більша частина відвідувачів та перевозиться більша частина товарів, що слідують до штату Сіккім.